# Амени
Амени или Аменемхет (егип. Jmnjj, Jmn-m-ḥȝt) — номарх («великий предводитель») и наследный князь XVI септа (нома) Верхнего Египта Махедж, а также номарх III септа Верхнего Египта Нехен. Сын номарха Хнумхотепа I. «Князь что от пат, возвеличенный [царской] рукой, великий предводитель нома, страж Нехена, глава Нехеба, распорядитель храмов и распорядитель слуг божьих Хнума». «Сын Правителя, советник Царя Севера, Великий начальник солдат нома, ведущий сотни жителей нома в армию царя, Благородный предводитель [нома], любезный рукой, казначей властелина Нижнего Египта, друг единственный, правогласный».

## Политическая биография
Амени вступил в должность на 18-м году правления царя Сенусерта I и правил 25 лет. Если взять за основу годы правления Сенусерта I в соответствии с хронологией Юргена фон Бекерата (1956—1911/10 гг. до н. э.), то можно считать, что Амени правил в 1938—1913 гг. до н. э.
Амени управлял септом Махедж (Антилопий ном) в период, когда египетские номархи располагали существенной независимостью от царя, находившегося в столице. В его надписях летоисчисление ведется по годам его правления в номе, наравне с летоисчислением по годам правления царя Сенусерта I. Его жену звали Хатхорхотеп (Хетепт), а его единственный сын Хнумхотеп в надписях отца величался «…друг единственный, царю известный воистину в Верхнем Египте, сын предводителя нома, начальник войска, Хнумхотеп правогласный». По заданию царя совершил несколько походов в Нубию.
Стены гробницы Амени содержат его тексты, не скупящиеся на пространные похвалы высочайшим душевным и профессиональным качествам номарха: «Я полон благосердия, в любви непреклонен; правитель, любимый городом своим… Нет дочери простолюдина, мной обесчещенной. Нет вдовы, мной ограбленной. Нет земледельца, которого я [бы] наказал. Нет отвергнутого мной пастуха. Не существует начальника пятерки, людей которого я забрал [бы] себе на работы. В мои времена не было [ни одного] несчастного вокруг. И не было голодающих в мою пору, — [ибо] когда наступили голодные годы, тогда я возделал все пахотные земли нома Махедж до границ его южных и северных. [Это] дало жизнь его подданным. Создана была его пища. Не появилось в нём голодающих, я давал вдове равно как обладательнице мужа, и при любом деянии я не делал различия меж великознатным человеком и маленьким. Когда же половодья наступили великие, — с владельцев ячменя и полбы, и с владельцев вещи всякой, — не взял я недоимок [полевого налога] „ихетет“, [что с них причитались]»

## Титулатура
- «Князь в номе Махедж»[1].

## Происхождение и семья
| Отец    | Хнумхотеп I, номарх Махеджа                        |
| Мать    | Хену                                               |
| Братья  | Нахти I, наместник Хебену (Менат-Хуфу)             |
| Сестры  | Бакет, жена Нехери III, правителя г. Хат-Ра-шетпеб |
| Супруга | Хатхорхотеп (Хетепт)                               |
| Дети    | Хнумхотеп, начальник войска                        |